# Cuguen
Cuguen är en kommun i departementet Ille-et-Vilaine i regionen Bretagne i nordvästra Frankrike. Kommunen ligger i kantonen Combourg som tillhör arrondissementet Saint-Malo. År 2022 hade Cuguen 830 invånare.

## Befolkningsutveckling
Antalet invånare i kommunen Cuguen
Referens:INSEE